# Trisetum tenuiforme
Trisetum tenuiforme là một loài thực vật có hoa trong họ Hòa thảo. Loài này được Jonsell miêu tả khoa học đầu tiên năm 1978.